# 日本の教育
日本の教育（にほんのきょういく）として、この項目では日本における教育を解説する。
日本における「教育」は、単に学校教育という狭義に留まらず、家庭教育や社会教育（生涯学習）などもその意味に含まれる。
英語の「education」、日本語の「教育」の語源である「教」は「励まし模倣させること」、「育」は「こどもが生まれること」または「こどもを養うこと」を意味している。
この語が日本で使用されるようになったのは江戸時代以降と言われており、それ以前の日本や中国では「教化」という語が用いられていた。現在の日本語では、「教化」の概念を英語の「indoctrination」の訳語に用いている。

## 概要
日本の教育は、文部科学省（中央省庁再編以前の旧文部省）が所管しており教育基本法に則っている。
日本は、欧米に次いで世界的には比較的早い明治期から、大正・昭和～平成期と、明治維新以降近代的な学校教育の施設・制度を整備し、公教育・一般教育・義務教育を実施した。欧米以外で、母語による高等教育を実現している数少ない国でもある。
教育政策においては、科学技術創造立国（科学技術立国とも）、教育立国として国家戦略として教育の重要性を位置づけ、生涯学習や高度専門教育の拡大、構造改革における教育特区の認定、専門職大学院の設置、高等教育の国際的な研究力の向上、海外留学生の受け入れ拡大、などの諸施政が採られている。

## 歴史

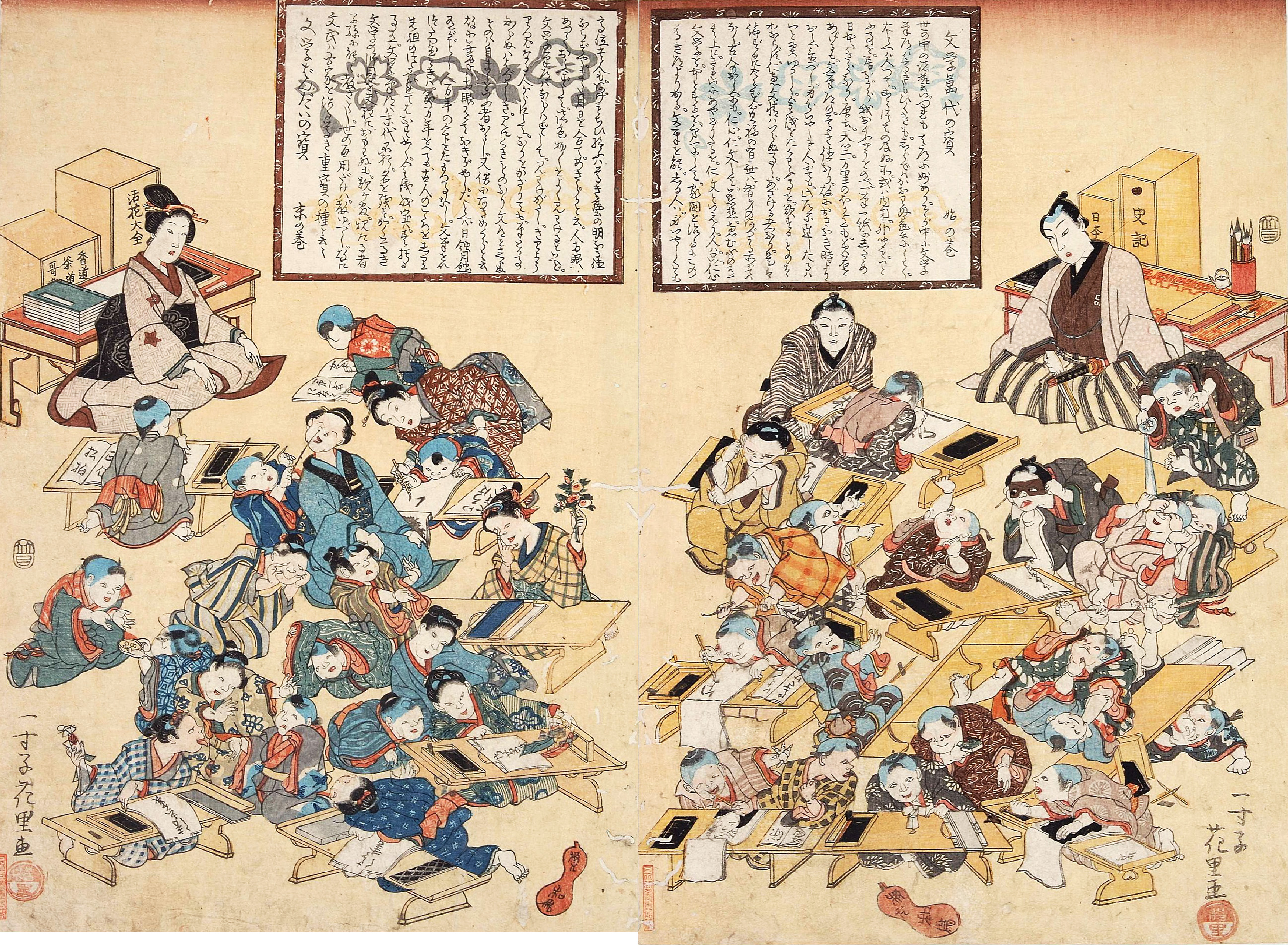
寺子屋の筆子と女性教師
一寸子花里「文学ばんだいの宝」

日本で初めて教育制度が創設されたのは、701年（大宝元年）の大宝律令とされる。その後も貴族や武士を教育する場が存在し、江戸時代に入ると一般庶民の学習を提供する寺子屋が設けられるようになった。
西洋に倣った初等教育から中等教育・高等教育までの近代的な学校制度が確立するのは明治時代である（学制）。
第二次世界大戦後の教育は学制改革に端を発し、日本国憲法と教育基本法、学校教育法に基づいている。
日本の教育政策においては、文章で教育の根本理念を明示したものとして戦前（明治・大正・昭和初期）は教育勅語（1948年/昭和23年に排除・失効確認）が、現在では教育基本法（平成18年法律第120号、現行法・新法）がある。
学校教育制度としては、戦後（昭和中後期～平成期）、小学校・中学校・高等学校・大学の6・3・3・4制（うち、小中の9年間は義務教育）が採られてきたが、近年では飛び級や中等教育学校の認可によって若干変化しつつある。

## 教育段階
国際標準教育分類（ISCED 1997版）においては、日本の教育段階を以下に分類している。
- 初等教育・前期中等教育（義務教育）
  - ISCED-0 - 幼稚園
  - ISCED-1 - 小学校
  - ISCED-2A - 中学校、専修学校高等課程1年制以上の学科（高等専修学校）
- 後期中等教育
  - ISCED-3A - 高等学校普通科、中等教育学校
  - ISCED-3B - 高等専門学校（1-3学年）
  - ISCED-3C - 高等学校専門科、専修学校高等課程2年制以上の学科（高等専修学校）
  - ISCED-4 - 高等学校専攻科、専修学校専門課程1年制以上の学科（専門学校）
- 高等教育
  - ISCED-5B - 短期大学、高等専門学校（4-5学年および専攻科）、専修学校専門課程2年制以上の学科（専門学校）
  - ISCED-5A - 大学学部
  - ISCED-6 - 大学院

初等教育・中等教育における就学率は高い。2012年（平成24年）時点で、日本の25-64歳人口の53%は、中等教育レベル以上を修了している。

### 中等教育まで
|                          | 男    | 女    | 計    |
| ------------------------ | ----- | ----- | ----- |
| 一条校の全日制へ         | 93.7% | 94.7% | 94.2% |
| 一条校の定時制・通信制へ | 4.3%  | 3.8%  | 4.1%  |
| 専修学校高等課程へ       | 0.3%  | 0.2%  | 0.3%  |
| 専修学校一般課程へ       | 0.2%  | 0.1%  | 0.2%  |
| 就職                     | 0.6%  | 0.2%  | 0.4%  |
| その他                   | 1.0%  | 0.9%  | 0.9%  |
| 不詳・死亡               | 0.0%  | 0.0%  | 0.0%  |

|                    | 男    | 女    | 計    |
| ------------------ | ----- | ----- | ----- |
| 大学・短期大学等へ | 51.6% | 55.6% | 53.6% |
| 専修学校専門課程へ | 13.5% | 20.2% | 16.8% |
| 専修学校一般課程へ | 8.9%  | 4.6%  | 6.7%  |
| 就職               | 19.9% | 13.4% | 16.7% |
| その他             | 6.1%  | 6.3%  | 6.2%  |
| 不詳・死亡         | 0.0%  | 0.0%  | 0.0 % |

日本では、子どもに対し9年間の普通教育を受けさせる義務を負う（義務教育）。これは一般的には、 小学校6年間および中学校3年間にて行われる。例外としては、「就学猶予と就学免除」規定がある。
日本の学校教育の場合、欧米先進諸国と比較して、年齢主義の考え方が強固であるため、飛び級は一部を除いて存在せず、就学猶予や原級留置もかなり少ない。また、学年内の同年齢率が非常に高い。
前期中等教育までの公立学校では、全児童・生徒に平等な教育を施すことを重視している。反面、個々の能力や学習の習熟度に応じた教育があまり行われてこなかったが、一部では習熟度別教育も行われている。進学競争の面では、国立・私立の小学校・中学校、高等学校や大学への入学試験の競争が激しく、「受験戦争」（小学校受験・中学受験・高校受験・大学受験）と呼ばれる。一方、入学してから学校卒業までのハードルは、欧米の教育機関に比較して少ないと指摘されている。

#### 教育内容
現在の日本の学校教育において必修の科目とされているものに、以下のものがある。
- 国語
- 算数・数学
- 生活
- 社会（公民・地理・歴史）
- 理科
- 外国語（主に、英語）（稀に、フランス語・ドイツ語・中国語・韓国語）
- 体育・保健体育
- 技術・家庭（技術・家庭）
- 図画工作・音楽・芸術・美術・書道・工芸
- 情報
- 道徳
- 特別活動
- 総合的な学習の時間

小学校、中学校、中等教育学校、高等学校においては、文部科学大臣の検定を通過した教科用図書を使用しなければならない。
日本における教育の内容は、知識偏重（いわゆる詰め込み教育）と批判されることがあった。そのため現代でも、「批判的思考力・創造力・コミュニケーション / 交渉能力などの育成に立ち遅れている」との見方がある。一方、そうした状況を反省して実施を試みた「生きる力」を重視した「ゆとり教育」に対しても、期待していた効果が現れることなく、かえって「学力低下を招き、逆効果でしかなかったのではないか」と現在では批判が強い。そのため、「脱ゆとり教育」が行われるようになった。

#### 教職スタッフ
|                      | 年間の講義時間（hour） | 年間の講義時間（hour） | 年間の講義時間（hour） | 年間の労働時間（hour） | 年間の労働時間（hour） | 年間の労働時間（hour） |
| 初等                 | 前期中等               | 後期中等               | 初等                   | 前期中等               | 後期中等               |                        |
| -------------------- | ---------------------- | ---------------------- | ---------------------- | ---------------------- | ---------------------- | ---------------------- |
| 日本                 | 736                    | 608                    | 513                    | 1899                   | 1899                   | 1899                   |
| 英国 ( イングランド) | 722                    | 745                    | 745                    | 1265                   | 1265                   | 1265                   |
| フランス             | 924                    | 648                    | 648                    | 1607                   | 1607                   | 1607                   |
| ドイツ               | 800                    | 752                    | 715                    | 1768                   | 1768                   | 1768                   |
| OECD平均             | 771                    | 694                    | 643                    | 1588                   | 1600                   | 1603                   |
| EU平均               | 671                    | 619                    | 598                    | 1549                   | 1588                   | 1573                   |

初等・中等教育レベルまでの一条校教員に就くには、教育職員免許法で規定される教育職員免許状（教員免許）の所持と、（公立学校の場合は）教員採用試験への合格が求められる。
日本の教員は、授業以外の業務（子どもと接しない事務作業、デスクワーク）に勤務時間の大半を割かざるを得ない状況である。
小中学校教員らは、その年間授業時間は先進国平均以下であるが、一方で年間労働時間は先進国平均を上回っている。要因として、学校における教員以外のスタッフが、英米よりも少なめであることも挙げられる。

### 高等教育
|                      | 男    | 女    | 計    |
| -------------------- | ----- | ----- | ----- |
| 人文・芸術           | 10.1% | 25.9% | 17.2% |
| 法律・経済経営等     | 38.8% | 24.2% | 32.2% |
| 理学                 | 4.0%  | 1.7%  | 3.0%  |
| 工学                 | 24.5% | 4.0%  | 15.3% |
| 農学                 | 2.9%  | 2.7%  | 2.8%  |
| 医・歯・薬・看・保健 | 8.0%  | 14.4% | 10.9% |
| 教育・教員養成       | 5.1%  | 12.3% | 8.4%  |
| 家政                 | 0.5%  | 7.2%  | 3.5%  |
| その他               | 6.0%  | 7.6%  | 6.7%  |

日本の25-64歳人口のうち46%が高等教育レベル（ISCED-5以上）を修了しており、これは先進国でトップグループである。しかし進学においては、若いうちに進学することが多い反面、30代以降で在学する例が少ない。さらに外国に留学する者は、生徒の1%ほどである（OECD平均は2%）。
高等教育の学費を漸進的に無償化することを定めた国際人権規約のA規約（社会権規約）第13条を保留しているのは、加盟160か国中、日本を含んだ2か国だけである。
多くの先進国では、給付型の奨学金（英; scholarship）が一般的に広く利用されているが、日本においては返済が必要な貸与型の奨学金が一般的であるがゆえ、昨今の経済事情の反映により滞納者が増加し、奨学金制度の見直しの必要性が認められつつある。

## 学校系統図
2019年（平成31年）4月以降の日本における学校系統図は下記のとおりである。2019年（平成31年）4月に専門職大学（Professional and Vocational Universities）、専門職短期大学（Professional and Vocational Junior Colleges）が新たに設置された。

## 教育への公的支出
日本の一般政府歳出（%, 2019年）
日本の対GDP比における教育機関に対する公的支出は3.6%で、データの存在するOECD加盟国（28か国）中最も低く、EU平均の5.5%、OECD平均5.4%と比較される（2010年）。 一般的に「日本の教育費は、私費負担により支えられている」と言われるが、個人による支出を含んだ教育支出の総額においても、日本はGDP比で5.1%と、OECD加盟国の平均6.3%を下回る（2010年）。
2013年度の統計では、日本政府の教育への支出(奨学金や学生への生活費援助も含まれる)は対GDP比率で3.5%とOECDの平均4.8%を下回っている。
上位は、 ノルウェー(7.3%)や デンマーク(7.2%)、 アイスランド(6.0%)等の北欧諸国が占めている。
教育への政府支出対GDP比(2013年度)
日本の教育費への歳出を占める割合が低いことは、経済的に困難な家庭の教育環境の問題に直結し、貧富の格差が教育格差を生む悪循環が世代を超えて固定化していく恐れが懸念されている。
慶應義塾大学教授清家篤は「他の税と異なり、高齢者も含む全世代が負担する消費税は全世代型の社会保障の財源として適切であり、従来の高齢者への医療費など社会保障が歳出を占める現状から子育て世代の支援強化に舵を切るために消費増税は必ず実行すべきだ」と毎日新聞のインタビューで述べている。

## 学力
経済協力開発機構（OECD）の調査によると、日本の成人は読解力・数的思考力において、フィンランドやスウェーデンなどと並んで世界のトップレベルにある。「日本の25歳 - 34歳の中卒者は、スペインやイタリアの大卒者をはるかに超える読解力を持っている」と評価されている。一時期、トップクラスから転落した日本の成績が6年で復調した成果に、経済協力開発機構も注目している。
イギリスのHSBCが海外駐在員を対象に実施した「働くのに最も望ましい国」の調査によると、日本は全体で18位、子供に提供できる教育の質などの項目ではトップとなっている。
親の学歴と子供の学歴との関連性は、日本では比較的弱いとされ、成人の4割は自分の親よりも高い教育段階を修了している。カナダのオタワ大学の、子の世代が親の世代の階層から抜け出せずに同じ階層に留まる確率の調査では、日本はアメリカ合衆国やフランスよりは低かったが、カナダやデンマークよりは高かった。

## 学習時間
日米中韓の各国の比較においては日本の中高校生の学校、自宅および塾で勉強する時間は1日当たり平均8時間であり、これは中国の約14時間、韓国の約10時間よりも少ない。1997年（平成9年）の調査に比べても高校生で1時間、中学生では2時間短くなっている。

## 課題

### 教育の目的
日本においては教育の目的を個人より社会の側に置く傾向が強いことを懸念する声がある。第二次世界大戦後の教育では日本社会の民主化が、高度経済成長期には産業振興が、昨今では新自由主義に基づく国際経済競争や愛国心などが政策において重視されてきたため、個人がより良く生きるための教育という理念が軽視されがちであった。

### 教育の内容
これまでの日本の教育では知識偏重であったとの認識から、思考力・コミュニケーション能力・創造力などを重視する立場が現在では優勢である。また、個別の領域では、歴史教科書問題、愛国心や道徳教育、また日本社会ではタブーとされている性教育などが政治的な焦点となっている。

### 教育の方法
日本の学校教育では、終戦直後に経験主義的な問題解決学習が導入されたが、学力低下への批判から系統学習に基づく詰め込み教育へ移行した。1970年代には少年少女による非行や校内暴力 の激化から管理教育が強化されたが、1970年代（昭和45年-昭和59年）後半以降は、受験競争の過熱を受け、再び段階的に学習内容が削減されていった。
体系的なレビューによれば、日本の教育の比較研究では、批判的なレビューを反射的に受け入れる傾向があることが示唆されており、近年では、学力低下に対する危機感から、現在のゆとり教育制度の見直しが再び迫られている（＝脱ゆとり教育）。

### 教育の行われる場
生涯学習・社会教育に関連して、学校外での学びの場をいかに作り出していくか、特に退職後の高齢者の学習支援が日本の教育における課題の一つになっている。また、かつての家庭や地域は教育・しつけに重要な機能を果していたが、その機能が低下していることも問題視されることがある。

### 学校教育
近年、モラルに欠ける教師や保護者の存在が問題視されている。また、少子化や国の予算削減から、学校、特に大学・短期大学の一部が廃校や経営危機に陥っている。このことが、一部学校において、学力の不十分な学生を数多く入学させたり、海外からの留学生に頼る不健全な状態をもたらしている。さらに、教員免許の更新制や教職専門大学院の導入などで、教員養成のあり方も変革期を迎えている。

### 学校教員の労働問題
学校教員の激務さ、こなす業務の効率化、公立の義務教育諸学校等の教育職員の給与等に関する特別措置法（いわゆる給特法）の問題、労働基準法上の1日8時間・週40時間よりかなり超える「残業必須」という長時間労働の問題が指摘され、「働き方改革」の必要性を迫られている。
文部科学省が2016年に実施した勤務実態調査によれば、公立校教員の学校滞在時間（平均）は、小学校で11時間15分、中学校で11時間32分に達し、小学校で3割、中学校で6割の教員が過労死ライン（月に80時間の時間外労働）を超えて働いている。2021年には教師のバトンという騒動も起きた。

### 子どもや若者のあり方
いじめ、不登校、学級崩壊、教師・教育委員会による生徒への嫌がらせ、児童・生徒が被害者・加害者となった事件などが多く報道され、子どもの安全と指導力不足教員の双方に社会的関心が高まっている。
また、非正規雇用やニートといった経済的に自立しない若者の増加が教育政策上の課題となりつつあり、学力低下への対策や若者の学習意欲向上の方途が問題視されている。しかし、これらの問題を教育的な問題というよりは、社会的な問題と認識するべきと唱える学者もいる。また、少年犯罪は統計上、近年になって急激に増えているわけでもなく、過剰な報道を行うマスメディアを問題視する意見もある。

### 永住外国人
歴史的に外国人の大規模な流入が少なかった日本では、外国人児童・生徒に対しての教育体制は万全とは言えない状態にある。
近年、在日外国人の日本国内の定住化が進み、公立の学校では彼らの母国と相違する習慣や環境などという点で教育現場で大きな問題になっている。また外国人の中には日本語の読み書きや聞く・話すことができない子どもも少なからずいる。さらに彼らの母国と相違う習慣などへの不寛容さを嫌がり、日本の学校へ通学するのを拒否し、その上外国人学校の学費が高額で経済的負担を懸念して不就学児にならざるをえない子どももいる。